# Jean-Philippe Arrou-Vignod
Œuvres principales
- la série Enquête au collège
- Histoires des Jean-Quelque-chose
- Rita et Machin

Jean-Philippe Arrou-Vignod, né à Bordeaux le 18 septembre 1958, est un écrivain français, auteur de romans pour la jeunesse et pour les adultes. 
Il est connu notamment pour la série Enquête au collège et les histoires des Jean Quelque-Chose. Il a écrit de nombreux livres. 

## Biographie

### Famille et formation
Jean-Philippe Arrou-Vignod est né à Bordeaux le 18 septembre 1958, du mariage de Jean-Louis Arrou-Vignod, neuropsychiatre, et de Janine Babin.
De ce mariage sont nés six garçons : Jean-Pascal (né le 9 mai 1957, ingénieur diplômé Télécom Paris 1979, directeur au sein du groupe Thales), Jean-Philippe, Jean-François (diplômé du centre de formation des journalistes, auteur des documentaires Azimuts), Jean-Noël, Jean-Baptiste (directeur au sein du groupe Thales), Jean-Charles.
Le 14 juillet 1979, il épouse Patricia LLobell, institutrice ; de ce mariage sont nés deux enfants.
Ancien élève du lycée Masséna à Nice, entré à l'École normale supérieure de Saint-Cloud (lettres) en 1978, Jean-Philippe Arrou-Vignod est agrégé de lettres modernes en 1981.

### Vie professionnelle
Après avoir enseigné durant de nombreuses années, Jean-Philippe Arrou-Vignod est éditeur. Il dirige, entre autres, les collections Page blanche et Hors-Piste chez Gallimard Jeunesse. 
Boulimique de lecture durant toute son enfance, il s'essaie très tôt à l'écriture et publie son premier roman en 1984 chez Gallimard, Le rideau sur la nuit qui obtient le prix du Premier roman.
Lorsqu'il écrit pour les enfants, il se fie à ses souvenirs, avec le souci constant d'offrir à ses lecteurs des livres qu'il aimait lire à leur âge : « J'ai lu toute la Bibliothèque rose et verte. J'étais un lecteur boulimique. C'est à ces lectures de jeunesse que je dois d'être devenu écrivain ».
En 1997, il est lauréat du prix Renaudot des lycéens pour son roman L'Homme du cinquième jour.
Dans la collection Folio Junior, il publie, la série Enquête au collège, illustrée par Serge Bloch, et les Histoires des Jean-Quelque-chose, inspirées de ses souvenirs d'enfance dans une famille de six garçons.
En 2006, il crée les personnages de la série Rita et Machin, illustrée par Olivier Tallec. La série est traduite dans plus de 14 langues. Elle est adaptée en série animée à la télévision, puis sur grand écran en février 2019 dans Les Aventures de Rita et Machin.
En 2015, il préside le Grand Prix des Lecteurs du Journal de Mickey, dont il a été le lauréat en 2011 pour son livre Magnus Million.

## Œuvres

### Littérature générale
Aux éditions Gallimard
- 1984: Le Rideau sur la nuit, roman. Prix du premier roman.
- 1987: Un amateur en sentiments, roman.
- 1989 : Le Cabinet à éclipses, roman.

Prix Amic de l’Académie française en 1990
- 1990: Le Discours des absents, essai sur la lettre intime.

Prix Roland-de-Jouvenel de l’Académie française en 1994
- 1995 Le Conseil d’indiscipline, roman.
- 1997: L’Homme du cinquième jour, roman. Prix Renaudot des lycéens.
- 1999 : Histoire de l’homme que sa femme vient de quitter, roman.
- 2018 : Vous écrivez ? Ou le roman de l'écriture.

Chez d’autres éditeurs
- 1994: La Lettre italienne, roman (Belfond)
- 1989: L’Afrique intérieure, récit (Arléa)
- 1998: Les Jours d’avant, roman (Belfond)
- 2003: Être heureux, essai (Arléa)
- 2006: Ferreira revient, roman (Belfond)

### Œuvres jeunesse

#### Depuis 1989: SérieEnquête au collège
Illustrations de Serge Bloch, aux éditions Gallimard Jeunesse
- 1989 : Le professeur a disparu
- 1991 : Enquête au collège
- 1993 : P.P. Cul-Vert détective privé
- 1995 : Sur la piste de la salamandre
- 1998 : P.P. et le Mystère du Loch Ness
- 2000 : Le Club des inventeurs
- 2012 : Sa majesté P.P. 1er
- 2019 : L'élève qui n'existait pas

##### Intégrales
- 2012 : Enquête au collège (Intégrale 1 - saisons 1 à 3)
- 2013 : Enquête au collège (Intégrale 2 - saisons 4 à 6)

#### Depuis 2000: SérieHistoires des Jean-Quelque-chose
Illustrations de Dominique Corbasson (1958-2018), aux éditions Gallimard Jeunesse
- 2000 : L'Omelette au sucre
- 2003 : Le Camembert volant
- 2007 : La Soupe de poissons rouges
- 2009 : Des vacances en chocolat
- 2013 : La Cerise sur le gâteau
- 2016 : Une belle brochette de bananes
- 2017 : Opération bibli et cinq histoires inédites des Jean-Quelque-Chose
- 2018 : Un petit pois pour six

Illustrations de François Avril (époux de Dominique Corbasson), aux éditions Gallimard Jeunesse
- 2022 : Les recettes du chef
- 2024 : Le dessert surprise

##### Intégrales
- 2014 : Une famille aux petits oignons (Intégrale 1 - saisons 1 à 3)
- 2018 : Une famille aux petits oignons (Intégrale 2 - saisons 4 à 6)

#### Autres romans
Aux éditions Gallimard Jeunesse
- Le Collège fantôme, éd. Gallimard Jeunesse  (ISBN 2-07059-467-X)[10]
- Bon Anniversaire, éd. Gallimard Jeunesse  (ISBN 978-2-07055-175-0)[11]
- L'invité des CE2, éd. Gallimard Jeunesse
- Agence Pertinax, éd. Gallimard Jeunesse
- Magnus Million et le Dortoir des cauchemars, éd. Gallimard Jeunesse  (ISBN 978-2-07063-890-1)[12]
- Mimsy Pocket et les Enfants sans nom, éd. Gallimard Jeunesse
- Olympe de Roquedor, coécrit et illustré par François Place), éd. Gallimard Jeunesse

Chez d'autres éditeurs
- Léo des villes, Léo des champs (Thierry Magnier)
- Le livre dont je ne suis pas le héros (L'École des loisirs)

#### Albums
Aux éditions Gallimard Jeunesse
- Série Rita et Machin, illustrée par Olivier Tallec
- Louise Titi, illustré par Soledad
- Le Prince sauvage et la Renarde, illustré par Jean-Claude Götting
- Comment Askoura inventa l’écriture, illustré par Tali Pardesa
- Héros et Personnages de roman, co-écrit avec Patricia Arrou-Vignod

### Théâtre
- 2000 : Femmes
- 2004 : Compartiment séducteur, de Jean-Philippe Arrou-Vignod, mise en scène de Jean-Pierre Bouvier, seul en scène, au Théâtre du Palais-Royal à Paris.

## Adaptations de son œuvre
Sa série jeunesse Rita et Machin, illustrée par Olivier Tallec, est adaptée :
- en une série télévisée franco- japonaise d'animation Rita et Machin, diffusée en France sur France 5 en 2012[9] ;
- au cinéma, en février 2019, dans Les Aventures de Rita et Machin, une série d'animation franco-japonaise de 10 courts métrages[8], réalisée par Pon Kozutsumi et Jun Takagi.

## Pour approfondir